# بوریسلاو دیمیتروف (بازیکن فوتبال، زاده ۱۹۷۹)
بوریسلاو دیمیتروف (انگلیسی: Borislav Dimitrov؛ زادهٔ ۲۹ سپتامبر ۱۹۷۹) بازیکن فوتبال اهل بلغارستان است.
از باشگاه‌هایی که در آن بازی کرده است می‌توان به باشگاه فوتبال لفسکی صوفیه اشاره کرد.